# Eutanyacra izucara
Eutanyacra izucara là một loài tò vò trong họ Ichneumonidae.